# Дома престарелых в России
Дома для престарелых в России в большинстве своём — муниципальные и государственные и финансируются из бюджета. Поскольку Российское государство как общество пребывает в процессе социальной трансформации и незавершенного перехода к нуклеарной семье, отношение к домам престарелых у российской общественности неоднозначное. Как правило, они являются обителью пожилых людей, либо не имеющих близких родственников, либо не поддерживающих с ними взаимоотношений. Нередко это: выходцы из неблагополучных семей, лица, освободившиеся из мест лишения свободы, бывшие бездомные, лица, страдающие психическими расстройствами и заболеваниями. Жильцы домов для престарелых — наиболее социально незащищённые граждане, полностью зависимые от государственной и иной посторонней помощи. Из-за ограниченности финансирования и слабости контроля над использованием выделяемых государством и муниципалитетами средств условия жизни в муниципальных домах для престарелых могут быть неудовлетворительными.
В России существует волонтёрская группа, помогающая нескольким десяткам домов для престарелых.

## Пожары
В Российской Федерации неоднократно случались пожары в данных заведениях:
- 20 марта 2007 года — пожар в кубанском доме для престарелых унёс 63 жизни[1]
- 21 июня 2007 — пожар в доме для престарелых (доме-интернате) села Екатерининское Омской области. Из 317 человек (включая 301 пациента), находившихся тогда в трехэтажном кирпичном здании, 10 погибли.[2]
- 5 ноября 2007 — пожар в доме для престарелых в Тульской области унёс жизни 31 жильца[3]
- 15 августа 2008 — пожар в доме для престарелых в городе Шебекино Белгородской области[4]
- 31 января 2009 в доме для престарелых в селе Подъельск в Республике Коми произошел пожар, унёсший жизни 25 человек[5]
- 28 августа 2017 — пожар в доме для престарелых «Жемчужина» в Красноярске, жертвами которого стали 4 человека.
- 8 апреля 2020 — пожар в доме для престарелых в Москве, жертвами которого стали 4 человека.[6]

## Дома ветеранов войны и труда
Во второй половине прошлого века в СССР создавались санатории для инвалидов ВОВ, а также, Дома ветеранов партии, куда принимались лица старше 60 лет, с 30-летним стажем партийной работы. Такие дома отличались гораздо лучшими, по-сравнению с обычными домами престарелых, условиями проживания и обслуживания. В начале 1990-х годов их переименовывали в «Дома (дома-интернаты) ветеранов войны и труда». В настоящее время, устройством в Дома ветеранов занимаются, также, и организации заключающие договора пожизненной ренты с обычными гражданами.

## Частные дома престарелых в России
Начиная с 2007 года, в России начали появляться первые частные учреждения для содержания престарелых людей (первая компания — ООО «Сениор Групп»). Они были открыты на территории Москвы и Московской области.
На данный момент можно отметить появление на рынке крупных сетевых организаций, которые предлагают достаточно качественные услуги для старшего поколения по приемлемой цене. Примерами таких компаний могут быть УК «МАЯК», управляющая пансионатами «Маяк-РАОС» и «Маяк-Химки», сеть «Забота и Уход», с пансионатами в Красногорске, Троицке, Москве, Ленинском городском округе Московской области, подмосковных Химках, Одинцово. Под управлением таких компаний находится от нескольких до десяти и более пансионатов, расположенных, в основном, на территории Москвы, Московской области, Санкт-Петербурга и Ленинградской области. Примерами повышения качества услуг является участие организаций в научных конференциях с последующим применением новейших методологий в гериатрии на практике.
На современном этапе частные медицинские организации начали открывать на своей базе небольшие заведения, предназначенные для ухода за тяжелыми и лежачими больными.